# Le Gamin de Paris (pel·lícula de 1923)
Le Fils du Flibustier és una pel·lícula muda francesa dirigida per Louis Feuillade el 7 de desembre de 1923. L'argument es basa en Le Gamin de Paris, comèdia-vodevil en dos actes de Jean-François Bayard i Louis-Émile Vanderburch, interpretada per a la primera vegada a París al théâtre du Gymnase Dramatique, el 30 de gener de 1836.

## Repartiment
- Sandra Milowanoff : Lisette
- René Poyen : Joseph
- Berthe Jalabert : L'àvia
- Jean Devalde : Amédée
- Bouboule : Gaby
- Henri-Amédée Charpentier : Bizot
- Renée van Delly : Madame de Mersange
- Adolphe Candé : el general